# Valbonaša
Valbonaša falu Horvátországban, Isztria megyében. Közigazgatásilag Medulinhoz tartozik.

## Fekvése
Az Isztriai-félsziget déli csücskén, Póla központjától 3 km-re délkeletre, községközpontjától 6 km-re északnyugatra fekszik. A legközelebbi tengerparttól a Solina-öböltől 1 km-re található.

## Története
Azon a magaslaton, ahol ma a szomszédos Vintijan falu áll, a bronzkorban az Isztria egyik legnagyobb erődítménye volt, melynek átmérője meghaladta a száz métert. Építőjéről a régészeti kutatások alapján egyelőre nem rendelkezünk információval, azonban a vaskorban már bizonyosan a félsziget névadója a hisztri nép birtokolta. A falu lakosságát csak 2001 óta számlálják önállóan. 2011-ben 34 lakosa  volt.

## Lakosság
| Lakosság változása | Lakosság változása | Lakosság változása | Lakosság változása | Lakosság változása | Lakosság változása | Lakosság változása | Lakosság változása | Lakosság változása | Lakosság változása | Lakosság változása | Lakosság változása | Lakosság változása | Lakosság változása | Lakosság változása | Lakosság változása |
| ------------------ | ------------------ | ------------------ | ------------------ | ------------------ | ------------------ | ------------------ | ------------------ | ------------------ | ------------------ | ------------------ | ------------------ | ------------------ | ------------------ | ------------------ | ------------------ |
| 1857               | 1869               | 1880               | 1890               | 1900               | 1910               | 1921               | 1931               | 1948               | 1953               | 1961               | 1971               | 1981               | 1991               | 2001               | 2011               |
| 0                  | 0                  | 0                  | 0                  | 0                  | 0                  | 0                  | 0                  | 0                  | 0                  | 0                  | 0                  | 0                  | 0                  | 53                 | 34                 |